# Neoraja stehmanni
Neoraja stehmanni es una especie de pez de la familia de los Rajidae en el orden de los Rajiformes.

## Morfología
Los machos pueden llegar a alcanzar los 35 cm de longitud total

## Reproducción
Es ovíparo y las hembras ponen huevos envueltos en una cápsula córnea.

## Hábitat
Es un pez de mar y de aguas profundas que vive entre 292-1.025 m de profundidad.

## Distribución geográfica
Se encuentra en el Océano Atlántico suroriental: desde la desembocadura del río Orange hasta Agulhas Bank (Sudáfrica).

## Observaciones
Es inofensivo para los humanos.